# Clades Lolliana
Pour un article plus général, voir Occupation romaine de la Germanie sous Auguste.
Clades Lolliana, expression latine qui signifie littéralement « la défaite de Lollius » en référence à Marcus Lollius Paulinus, est un combat entre troupes romaines et tribus germaines des Sicambres, Tenctères et Usipètes qui a lieu en 17 ou 16 av. J.-C. et se solde par une victoire des Germains.
Après une nouvelle incursion de trois tribus germaines sur la rive gauche du Rhin qui fait alors partie de la Gaule romaine, le proconsul Marcus Lollius Paulinus part pour les arrêter mais essuie une défaite. Lors du combat, les Germains s'emparent de l'aigle de la Cinquième légion. Cette perte est une atteinte au prestige d'Auguste, celui-ci s'étant efforcé de valoriser le caractère emblématique de l'aigle romaine lors de la fin du conflit avec les Parthes qui en avaient restitué trois à l'Empire. En l'an 17, Auguste fait le voyage en Gaule où il reste trois ans : la défaite de Lollius est souvent vue comme un facteur déclenchant des campagnes de Drusus visant à conquérir la Germanie.
La défaite est citée par plusieurs auteurs antiques. Les descriptions les plus détaillées sont dues à Velleius Paterculus et Cassius Dion. Tacite et Suétone la comparent à la bataille de Teutoburg. On en trouve mention chez Julius Obsequens, Crinagoras de Mytilène et Properce. Il est néanmoins difficile d'estimer la portée de la défaite ; selon Cassius Dion — et une allusion par Horace, les Germains concluent la paix alors qu'ils apprennent la venue d'Auguste, mais il n'est pas précisé que l'aigle a été restituée à cette occasion.

## Source
- (de) Römische Eroberung und Herrschaftsorganisation in Gallien und Germanien, Reinhard Wolters (de), Brockmeyer, Bochum 1990,  (ISBN 3-88339-803-9), p. 140 et suiv., p. 149–157 (Bochumer historische Studien, Alte Geschichte, 8).
- Die Römer in Germanien 4., Reinhard Wolters, édition actualisée, Beck, Munich, 2001,  (ISBN 3-406-44736-8).